# جنیفر سی‌بل نیوسام
جنیفر سی‌بل نیوسام (انگلیسی: Jennifer Siebel Newsom؛ زادهٔ ۱۹ ژوئن ۱۹۷۴) یک کارگردان، هنرپیشه و سیاست‌مدار اهل ایالات متحده آمریکا است.

## گزیدهٔ آثار

### سینما
- اجاره (۲۰۰۵)
- دروغ اول آوریل (۲۰۰۸)
- مشکل با عاشقانه (٢٠٠٧)
- یکی باید کوتاه بیاید (۲۰۰۳)

### تلویزیون
- مد من (۲۰۰۸)